# Thermosphaeroma smithi
Thermosphaeroma smithi är en kräftdjursart som beskrevs av Bowman 1981A. Thermosphaeroma smithi ingår i släktet Thermosphaeroma och familjen klotkräftor. IUCN kategoriserar arten globalt som akut hotad. Inga underarter finns listade i Catalogue of Life.